# Lijst van steden in Lesotho

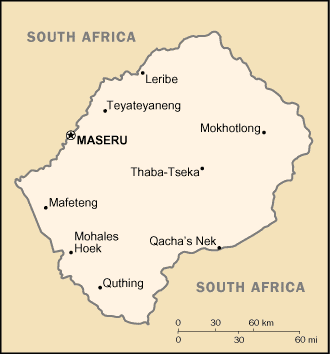
Steden in Lesotho

Dit is een lijst van steden in Lesotho. In Lesotho zijn er tien districtshoofdsteden (Engels: district town of camp town; Afrikaans kampdorp) en verder nog twee officiële steden (Engels: gazetted town).

## Lijst
- Butha-Buthe, ook gespeld als Botha-Bothe, hoofdstad van het gelijknamige district
- Hlotse, hoofdstad van het district Leribe
- Mafeteng, hoofdstad van het gelijknamige district
- Maputsoe in het district Leribe
- Maseru, hoofdstad van het land en van het gelijknamige district
- Mohale’s Hoek, hoofdstad van het gelijknamige district
- Mokhotlong, hoofdstad van het gelijknamige district
- Qacha’s Nek, hoofdstad van het gelijknamige district
- Quthing - ook gekend als Moyeni - hoofdstad van het gelijknamige district
- Semonkong in het district Maseru
- Teyateyaneng, hoofdstad van het district Berea
- Thaba-Tseka, hoofdstad van het gelijknamige district